# 오태여
오태여(吳泰艅, 일본식 이름: 吳城泰艅 , 1890년 11월 22일 ~ ?)는 일제강점기의 경찰 출신 관료이다.

## 생애
평안북도 의주군 또는 창성군 출신으로, 평양에 있던 기성사범학교를 1907년에 졸업했다. 1911년에 조선총독부 순사로 임용되면서 경찰계에 들어섰다.
1919년에는 경부보가 되어 북진경찰서 보안과에서 근무한 뒤, 1921년에 경부로 승진했다. 평안북도 의주경찰서 사법주임, 선천경찰서와 신의주경찰서의 경무주임을 거쳤다.
1931년에 총독부 군수로 발탁되면서 관계로 이동했다. 국경 지대인 평안북도 자성군과 초산군 군수를 거쳐 삭주군, 룡천군 군수를 차례로 지냈다.
초산군수로 재직 중이던 1935년에 총독부가 편찬한 《조선공로자명감》에는 조선인 공로자 353명 중 한 명으로 수록되어 있다. 총독부가 시정 25주년을 기념하여 표창한 표창자 명단에도 들어 있다. 룡천군수이던 1943년을 기준으로 정6위 훈5등에 서위되어 있었다.
2008년 발표된 민족문제연구소의 친일인명사전 수록예정자 명단 중 경찰 부문과 관료 부문에 포함되었다.

## 참고자료
- 오태여(吳泰艅) - 국사편찬위원회